# Дуглас, Мария
Мария Дуглас Молина (исп. María Douglas Molina; 22 июня 1922, Мехико — 17 декабря 1973, Мехико) — мексиканская актриса театра и кино и преподаватель, ученица Секи Сано.

## Биография
Родилась 22 июня 1922 года в Мехико. После окончания средней школы она поступила в театральную школу Мексики, основанное Секи Сано. В мексиканском театре дебютировала в 1940 году в постановке «Сирано де Бержерак», в мексиканском кинематографе дебютировала в 1943 году. После успеха спектакля «Сирано де Бержерак», актриса сыграла роль в спектакле «Саломея» по пьесе Оскара Уайльда, после чего сыграла роли в множестве театральных постановок в Мексике. В мексиканском кинематографе в основном играла роли второго плана, но и там показывала настоящие актёрские качества за что трижды была номинирована на премию Ariel de plata, но все три раза актриса проиграла в них. В 1959 году приняла участие в телесериале Тайна и после чего снялась в семи телесериалах. Когда актриса появилась в своём первом телесериале, театральные критики вместе с её учителем Секи Сано резко набросились на актрису с упрёками, хотя та защитила себя, сказав, что ей понравился сюжет телесериала. Театральные критики и Секи Сано всё равно не одобрили выбор актрисы.

### Последние годы жизни
В последние годы жизни актриса занималась преподаванием дикции и театрального мастерства в Национальной ассоциации актёров в театральных школах, а также на факультете философии и литературы UNAM.
Из-за резких нападок её учителя Секи Сано, актриса страдала депрессией и несколько раз пыталась свести счёты с жизнью. После последнего крупного скандала со своим учителем, произошедшего незадолго до его смерти в 1966 году, но отложивший опечаток на актрису, 17 декабря 1973 года актриса покончила с собой, наглотавшись барбитуратов. Первоначально причина самоубийства актрисы была неизвестна, но позже в своих мемуарах, актёр и режиссёр Луис Химено назвал главного виновника её депрессивного состояния и последующего страшного поступка актрисы — её учителя Секи Сано, который своими действиями доконал её. Он не мог простить актрису, что та снялась в дешёвых мыльных операх.

## Фильмография

### Телесериалы
- 1959 — Тайна
- 1966 — Сверкающий мираж
- 1969 — Мексиканский соловей — императрица Карлота Амалия
- 1970 —
  - Есения
  - Кошка — Амалия
- 1971 — У любви — женское лицо — Летисия Гальярдо
- 1973 — Моя первая любовь — Донья Вирхиния

### Фильмы
- 1943 — Искушение